# AUKUS
Ne doit pas être confondu avec ANZUS.
AUKUS (acronyme de l'anglais Australia, United Kingdom et United States) est un accord de coopération militaire tripartite — mais pas formellement une alliance militaire,, — formé par l'Australie, les États-Unis et le Royaume-Uni. Rendu public le 15 septembre 2021, il vise à contrer l'expansionnisme chinois dans l'Indo-Pacifique.
Cet accord est un complément à l'ANZUS, alliance militaire datant de 1951 et qui demeure en vigueur entre l'Australie et les États-Unis, tout en excluant de facto la Nouvelle-Zélande, qui refuse l'accès de navires nucléaires à ses eaux territoriales,, en vertu d'une politique de zone dénucléarisée mise en vigueur en 1984.

## Description
À l'issue de dix-huit mois de pourparlers secrets, le pacte AUKUS a été dévoilé lors d'une visioconférence retransmise de la Maison-Blanche entre ses trois tenants : Joe Biden, Scott Morrison et Boris Johnson le 15 septembre 2021. La presse avait été convoquée sur le thème d'un briefing sur le « Background sur une initiative de sécurité nationale ».
Dans le cadre de l’accord AUKUS, la marine australienne prévoit l’acquisition de cinq sous-marins de classe SSN-AUKUS, basés sur des conceptions britanniques initiales pour remplacer les sous-marins de classe Astute, provisoirement nommés SSN(R), et intégrant des technologies américaines,. Ces sous-marins seront construits par BAE Systems et ASC Pty. En outre, l’Australie acquerra trois sous-marins de classe Virginia des États-Unis. Cette décision marque également la fin de l’engagement antérieur de l’Australie à acquérir des sous-marins conventionnels auprès de la France, dans le cadre d’un contrat de 90 milliards AU$(56 milliards d’euros) pour la construction de douze sous-marins de classe Attack. Par ailleurs, le Premier ministre britannique Boris Johnson a souligné que « le projet AUKUS reposera sur six décennies d’expertise britannique dans la fabrication de sous-marins nucléaires ».
L'utilisation de la technologie américaine actuelle implique l'usage d'uranium de qualité militaire,,. Les réacteurs des derniers sous-marins nucléaires de conception américaine sont conçus pour fonctionner normalement au moins 33 ans, leur durée de vie opérationnelle, sans avoir besoin de changer leur combustible nucléaire. La technologie actuelle des réacteurs nucléaires français exige que le combustible soit remplacé tous les sept (Rubis) ou dix ans car ils utilisent de l'uranium à faible enrichissement (7% ou pour les Barracuda moins de 6%, moins de 20% pour le CdG).
L'AUKUS contient des clauses de partage de connaissances et de techniques reliées à l'intelligence artificielle, à la cyberguerre, à la capacité sous-marine et aux frappes militaires à longue distance. Il comprend aussi des systèmes de défense contre les armes nucléaires, probablement contrôlés par les États-Unis et le Royaume-Uni.
L'accord se concentre principalement sur les capacités militaires, ce qui le sépare de Five Eyes, alliance de partage de renseignement qui comprend, en plus des trois pays mentionnés, la Nouvelle-Zélande et le Canada.
Historiquement, les États-Unis ont toujours refusé de partager des technologies militaires exigeant une expertise nucléaire, sauf avec le Royaume-Uni. Selon un haut fonctionnaire américain, parlant des sous-marins à propulsion nucléaire, « cette technologie est extrêmement sensible. Il s'agit franchement d'une exception à notre politique à bien des égards. Je ne pense pas que cela sera entrepris dans d'autres circonstances à l'avenir »,.
En avril 2022, les trois pays membres annoncent lancer un programme de développement d'armes hypersoniques afin de contrer les avancées russes et chinoises dans ce domaine.
Les dirigeants américain, britannique et australien se réunissent lundi 13 mars 2023 en Californie où est attendu un accord sur les sous-marins qui a échappé à la France, une coopération sans précédent ayant la Chine en ligne de mire. Les trois pays ont signé un partenariat pour produire des sous-marins à propulsion nucléaire. Un plan gigantesque, sur des décennies, qui se veut la concrétisation de l’accord annoncé en septembre 2021,.
Le 14 mars, lors d'une conférence de presse à San Diego, le président américain Joe Biden, le Premier ministre britannique Rishi Sunak et le Premier ministre australien Anthony Albanese dévoilent ainsi le détail de l'accord AUKUS : L'Australie achètera au moins trois sous-marins à propulsion nucléaire américains au début des années 2030, puis s'équipera de sous-marins à propulsion nucléaire supplémentaires de conception britannique et de construction conjointe britanno-australienne. Des sous-marins britanniques et américains auront l'usage de la base navale de Stirling en Australie-Méridionale à partir de 2027. En octobre, le Royaume-Uni annonce investir 4 milliards de livres (4,6 milliards d’euros) pour s’équiper de nouveaux sous-marins d’attaque.

## Un accord mais pas une alliance
Peter Lee et Alice Nason de l'université de Sydney précisent que, « contrairement à ce qu'affirment beaucoup de médias internationaux », l'accord AUKUS n'est pas une alliance : « Ce n'est pas un traité de défense collective, et il ne remplace ni le traité ANZUS entre l'Australie et les États-Unis, ni le partenariat stratégique de l'Australie avec le Royaume-Uni », qui n'est lui-même pas une alliance militaire. L'AUKUS n'engage ses signataires à aucune défense réciproque. Thomas Wilkins de l'université de Sydney rappelle que les alliances sont généralement définies comme des traités « par lesquels les parties s'engagent à s'apporter une aide militaire réciproque en cas d'attaque par une puissance externe » ; l'accord AUKUS n'engage pas les parties signataires à se venir en aide mutuellement en cas de guerre, « et ne constitue donc pas une alliance au sens de jure du terme ». Adrien Rodd de l'université de Versailles – Saint-Quentin-en-Yvelines souligne que « [f]ormellement, l’Australie n’a que deux alliés : les États-Unis d’Amérique et la Nouvelle-Zélande », via l'alliance ANZUS. Les États-Unis étant par ailleurs déjà alliés au Royaume-Uni via notamment le traité de l'Atlantique Nord de 1949, l'accord AUKUS ne crée pas d'alliance nouvelle : L'Australie et le Royaume-Uni ne sont liés par aucun engagement de défense réciproque.

## Réactions
Des opposants politiques du premier ministre australien Scott Morrison rappellent que l'Australie a signé des accords avec le Japon, ensuite la France, puis les États-Unis (en 2004) et le Royaume-Uni en juin 2021. Morrison a rejeté les critiques selon lesquelles les fonds des contribuables avaient été gaspillés dans le programme français, le qualifiant d'« investissement ». Le coût et les délais avant que les sous-marins nucléaires australiens ne puissent prendre la mer restent à déterminer ; Morrisson espère que le premier sous-marin puisse « être livré avant la fin de la prochaine décennie ». Dans la foulée de l'accord, il indique une augmentation du budget de la défense du pays, qui représente 2,1 % du PIB en 2021, sans indiquer l'ampleur de celles-ci dans le futur.
Dans la foulée de l'accord, la France, dont de nombreux territoires sont situés dans la zone Indopacifique, rappelle ses ambassadeurs en poste en Australie et aux États-Unis.
La colère des responsables politiques français s'explique en partie par le fait que les Australiens ont envisagé d'acquérir des sous-marins nucléaires d'attaque français ; l'entente offrait la possibilité de passer à la technologie nucléaire française. Jean-Yves Le Drian, ministre des Affaires étrangères de la France, a déclaré que la signature de l'AUKUS et l'abandon de l'accord avec la France « constituent des comportements inacceptables entre alliés et partenaires, dont les conséquences touchent à la conception même que nous nous faisons de nos alliances, de nos partenariats et de l'importance de l'Indopacifique pour l'Europe ». La situation géopolitique de l'Indopacifique est en effet une affaire de sécurité territoriale majeure pour la France et ses citoyens habitant la Polynésie française, la Nouvelle-Calédonie, Wallis-et-Futuna, La Réunion ou encore Mayotte. Le pays doit en outre maintenir sa souveraineté territoriale sur une vaste zone économique exclusive ainsi que sur les territoires inhabités de Clipperton et des Terres australes et antarctiques françaises. Antony Blinken, secrétaire d'État des États-Unis, a affirmé avoir discuté de ce futur accord avec « [ses] homologues français » quelques jours avant sa signature, mais les responsables français nient que de tels échanges aient eu lieu. La France rechercherait des appuis en Europe, mais plusieurs pays craignent de déplaire aux puissants États-Unis, notamment à cause des menaces que fait peser la Russie sur le continent.
La Chine condamne cet accord le 16 septembre, estimant qu'elle lance une « course aux armements (qui) compromet les efforts internationaux de non-prolifération nucléaire », tout en présentant sa demande officielle d'adhésion à l'accord de partenariat transpacifique.
La Corée du Nord condamne également « des actes extrêmement indésirables et dangereux qui perturberont l’équilibre stratégique dans la région Asie-Pacifique et déclencheront une chaîne de course aux armements nucléaires ».
Le gouvernement canadien, voisin immédiat des États-Unis et qui a signé plusieurs accords militaires avec ce pays, ne considère pas que cet accord doive l'inclure. Un « analyste des relations canado-américaines [...] affirme que le nouvel accord a été conclu entre les trois membres qui sont prêts à aller le plus loin face à la Chine ». Selon lui, le Canada ne veut pas compromettre ses importants intérêts commerciaux avec la Chine.
La Russie, par l'entremise du vice-ministre russe des Affaires étrangères Sergueï Riabkov, veut des éclaircissements de Washington, Canberra et Londres.
En 2022, la Russie et la Chine critiquent l'AUKUS, parlant d'« influence négative pour la paix et la stabilité dans la région de la stratégie indo-pacifique des États-Unis ».

### Citations originales
1. ↑  (en) « this technology is extremely sensitive. This is frankly an exception to our policy in many respects. I do not anticipate that this will be undertaken in other circumstances going forward. »